# SCFM
L'acronyme SCFM est une unité de mesure de débit de gaz fréquemment utilisé dans les pays anglo-saxons qui signifie Standard Cubic Feet per Minute, soit en français pied cube par minute d'un gaz ramené aux conditions normales de température et de pression.

## UnitésSIetanglo-saxonnes
Dans le Système International, la mesure d'un débit est le mètre cube par seconde (m3/s). Toutefois, pour un gaz, le volume varie en fonction, notamment, de la pression et de la température, mais aussi de l'humidité dans le cas de l'air.
C'est pourquoi on conçoit l'idée de normo mètre cube (Nm3) qui correspond à un volume d'un mètre cube de gaz dans les conditions normales de température et de pression (0 °C et 1 atmosphère soit 1 013,25 mbar).
De même, dans le système anglo-saxon, le SCFM correspond à un CFM (cubic foot per minute), mais dans des conditions spécifiques dites « standard ». Le problème est qu'il n'existe pas de standardisation universelle du SCFM, ce qui fait qu'il est sujet à variation, et qu'il ne correspond généralement pas exactement aux conditions normales.
Le plus souvent, on trouve dans la littérature scientifique une valeur de :
- 20 °C (68 °F) pour la température ;
- 1 atm = 1,013 25 bar pour la pression ;
- pour l'air, une humidité relative de 36 %.

Cette dernière valeur varie souvent. On trouve parfois une humidité relative de 0 %, et parfois de 50 %.
Si l'on suppose que les conditions « standard » du SCFM sont assez proches des conditions normales du Nm3 (normo mètre cube), on pourra prendre l'approximation suivante : 1 scfm ≈ 1,7 Nm3/h.

## SCFM, ACFM et CFM
À l'inverse du SCFM, l'ACFM (Actual Cubic Feet per Minute) est la mesure de débit de gaz donné dans les conditions réelles de fonctionnement. Quant au CFM (Cubic Feet per Minute), il ne précise pas explicitement quelles sont les conditions dans lesquelles la mesure est donnée. Le plus souvent, il correspond à l'ACFM.